# Râul Timiș între Rusca și Prisaca
Râul Timiș între Rusca și Prisaca este o arie protejată (sit de importanță comunitară — SCI) din România, desemnată în scopul protejării biodiversității și menținerii într-o stare de conservare favorabilă a florei spontane și faunei sălbatice, precum și a habitatelor naturale de interes comunitar aflate în arealul zonei de protecție. Aceasta este întinsă pe o suprafață de 1.400,4 ha, integral pe uscat.

## Localizare
Centrul sitului Râul Timiș între Rusca și Prisaca este situat la coordonatele 45°28′23″N 22°11′37″E / 45.472986°N 22.193744°E. Situl se întinde pe teritoriile administrative ale comunelor Buchin, Bucoșnița, Constantin Daicoviciu, Obreja, Slatina-Timiș și Teregova; și pe cel al municipiului Caransebeș din județul Caraș-Severin.

## Înființare
Situl Râul Timiș între Rusca și Prisaca a fost declarat sit de importanță comunitară (ROSCI0385) în septembrie 2011 pentru a proteja 12 specii de animale.

## Biodiversitate
Situată în ecoregiunile alpină și continentală, aria protejată nu include niciun habitat protejat.
La baza desemnării sitului se află mai multe specii protejate:
- amfibieni (3): buhai de baltă cu burtă roșie (Bombina bombina), izvoraș-cu-burta-galbenă (Bombina variegata), triton cu creastă (Triturus cristatus)
- mamifere (3): vidră de râu (Lutra lutra), liliac cu urechi de șoarece (Myotis blythii), liliac comun (Myotis myotis)
- pești (5): mreană balcanică (Barbus balcanicus), zvârlugă (Cobitis taenia Complex), hadină (Eudontomyzon danfordi), cicar de smoală (Eudontomyzon vladykovi), boarță (Rhodeus amarus)
- reptile (1): țestoasă bănățeană (Testudo hermanni)